# Maksim Katz
Maksim Yevguénievich Katz (en ruso: Макси́м Евге́ньевич Кац; Moscú, 23 de diciembre de 1984) es una figura de la oposición política rusa, activista de planificación urbana, estratega de campañas electorales y popular YouTuber que presenta su propio programa político diario.
Katz saltó a la fama en 2011 con su exitosa campaña para un puesto en la asamblea municipal de Moscú. Entre 2012 y 2016, se desempeñó como representante legislativo del distrito de Shchukino. En 2012, Katz fue elegido miembro del Consejo de Coordinación de la Oposición Rusa, cargo que ocupó hasta 2013. Katz es conocido por su trabajo como estratega de campañas electorales de la oposición, habiendo sido jefe de campaña o adjunto en las candidaturas electorales de Alexéi Navalni (2013), Dmitri Gudkov (2016), Darya Besedina (2019), and Anastasia Bryukhanova (2019, 2021).
En 2012, Katz cofundó la Fundación City Projects, una organización que se enfoca en mejorar la calidad de vida en las ciudades rusas, junto con Ilya Varlamov.
El canal de YouTube homónimo de Katz, lanzado en 2010, presenta comentarios políticos diarios y ha acumulado más de 2,3 millones de suscriptores y más de mil millones de visitas.
Katz enfrenta cargos por motivos políticos en Rusia por presuntamente difundir "información falsa" sobre las acciones del ejército ruso en Ucrania.

## Biografía

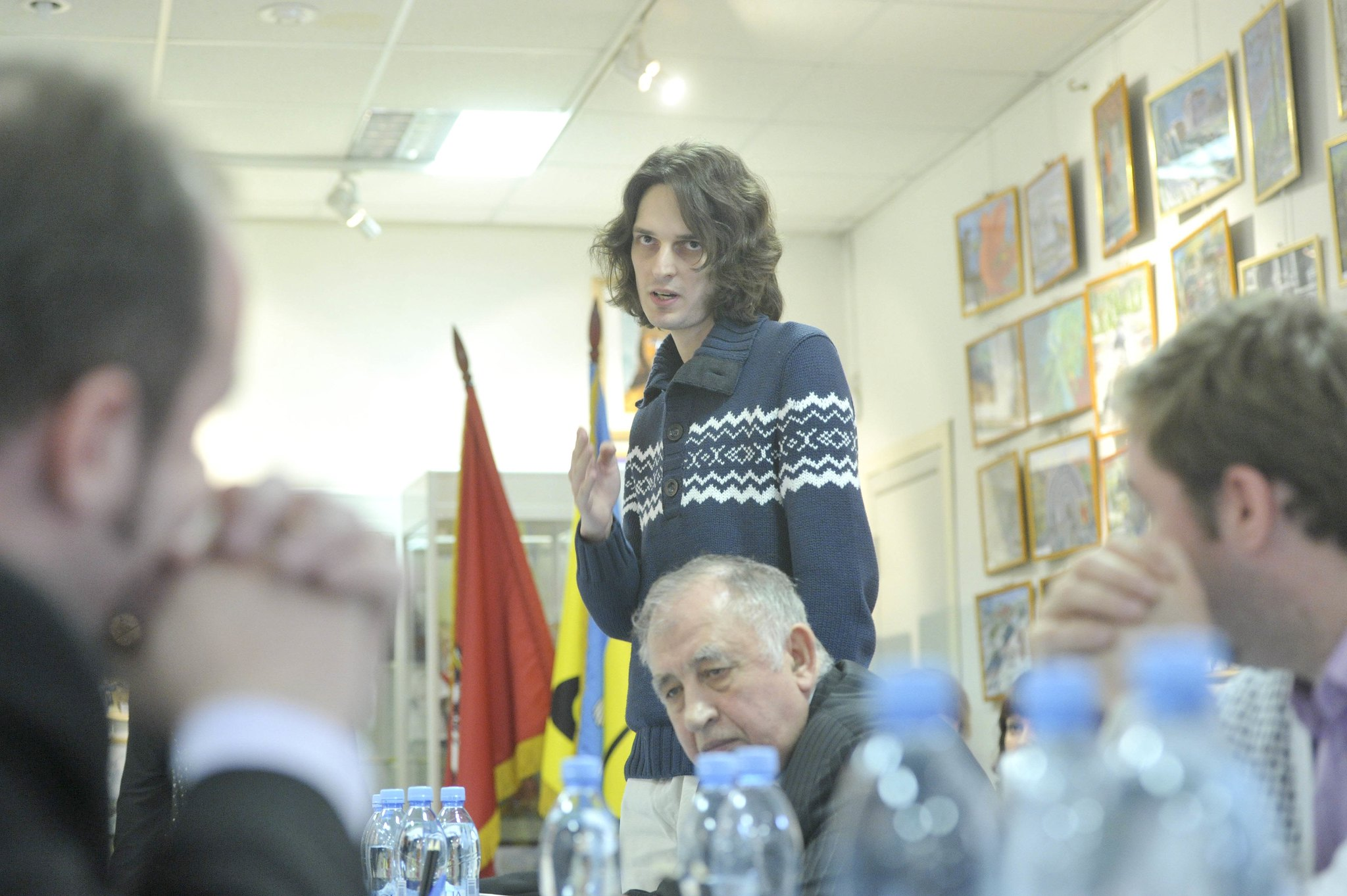
Maxim Katz en 2012

Katz nació en Moscú, Rusia, de padre judío y madre de etnia rusa. En 1993, emigró a Israel con su familia. Regresó a Rusia en 2001.
En sus 20 años, Katz fue jugador profesional de póquer. En 2007, se convirtió en el primer y único campeón ruso de póquer deportivo.
En 2012, Katz fue elegido diputado municipal del distrito moscovita de Shchukino.
También en 2012, junto con Ilya Varlamov, lanzó la fundación de desarrollo urbano "City Projects" y trabajó como su director.
En 2016, Katz fue uno de los trece rusos en recibir la beca Chevening del gobierno del Reino Unido, que patrocina a estudiantes con potencial de liderazgo para estudiar en una universidad británica. A través de esta beca, Katz estudió en la Universidad de Glasgow, completando una maestría en "Políticas Públicas y Urbanas" en 2017. En mayo de 2023, Katz recibió su maestría de la Universidad de Tel Aviv, completando un programa de "Liderazgo en educación".
A principios de 2022, Katz declaró su oposición a la invasión rusa de Ucrania y posteriormente huyó del país. El 22 de julio de 2022, el Ministerio de Justicia ruso designó a Katz como "agente extranjero". Posteriormente, el 29 de octubre, se le incluyó en una lista federal de personas buscadas. El 23 de marzo de 2023, Katz fue detenido en rebeldía por el Tribunal de Distrito Basmanny acusado de "desacreditar" a las Fuerzas Armadas de Rusia por cubrir la Masacre de Bucha, enfrentándose a una pena de hasta 10 años de prisión. Este fue el primer caso en el que la fiscalía solicitó oficialmente la pena máxima permitida por la ley. El 24 de agosto de 2023, fue condenado a 8 años de prisión en rebeldía.

## Trayectoria política

### Activismo urbano
El interés de Katz por el urbanismo comenzó durante sus viajes, lo que le llevó a estudiar en la firma de diseño urbano de Jan Gehl en 2011.
En 2012, junto con Ilya Varlamov, cofundó la Fundación City Projects con el objetivo de mejorar el entorno urbano mediante el uso de datos modernos de urbanismo.
En 2020, la fundación abrió una red de sucursales regionales en las capitales de los sujetos federales rusos y en pocos meses reunió a más de diez mil simpatizantes. Cada sucursal regional celebró elecciones para elegir a su jefe. En un año, se abrieron oficinas de representación de la fundación en 100 ciudades de todo el país, y el número de simpatizantes alcanzó los 20.000.
El 4 de marzo de 2022, el trabajo de todas las sucursales se suspendió indefinidamente. En el momento en que se suspendieron las actividades de las sucursales, el número de simpatizantes de la fundación había alcanzado la cifra de más de 30.000, incluidos casi 4.000 de Moscú.

### Campañas electorales
Si estás en contra de Putin, te ayudaremos
Maxim Katz

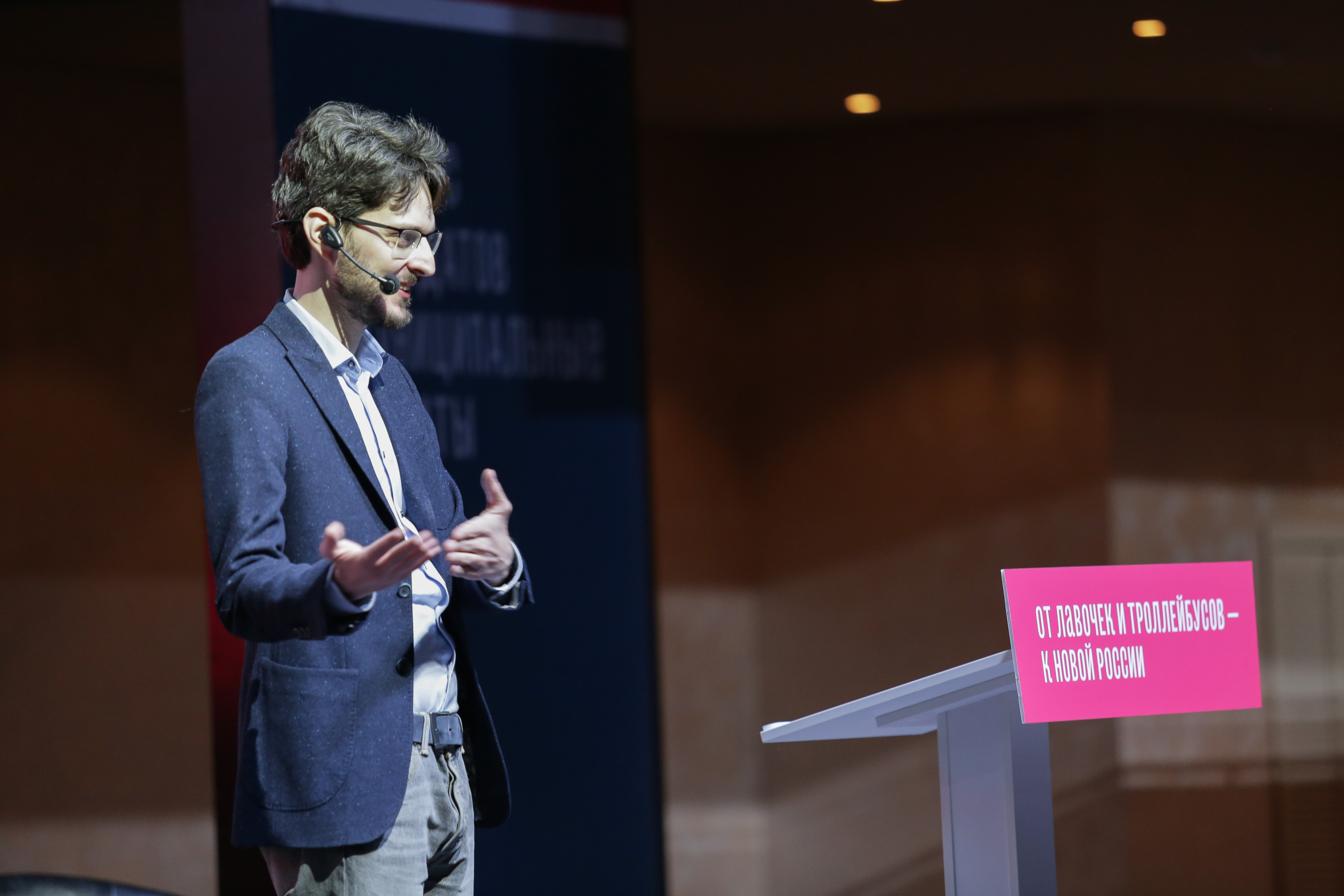
Maxim Katz en un congreso de candidatos a diputados municipales del proyecto Demócratas Unidos, 2017

Katz ha dirigido numerosas campañas políticas de la oposición, entre ellas: 
- 2012: Como jefe de campaña de la candidatura de Ilya Varlamov a la alcaldía de Omsk, Katz encabezó una campaña que atrajo una atención considerable pero que finalmente se saldó con la retirada de Varlamov debido a la imposibilidad de reunir el número necesario de firmas.[44][45]
- 2013: Como subjefe de campaña de la candidatura de Alexéi Navalni a la alcaldía de Moscú, Katz desempeñó un papel fundamental en una campaña que obtuvo un apoyo público significativo e inesperadamente recibió el 27% de los votos, lo que convirtió a Navalni en una figura destacada de la oposición. Esta campaña empleó estrategias innovadoras y se basó en gran medida en las donaciones públicas y el apoyo de voluntarios.[46]
- 2014: Katz se presentó a la Duma de la Ciudad de Moscú, obteniendo el 23% de los votos pero sin conseguir escaño.[47]
- 2015: Katz fue jefe de campaña del partido "Iniciativa Cívica" para las elecciones a la Duma Regional de Kaluga, encabezado por Andrei Nechayev, el primer ministro de Economía de Rusia que ahora está en la oposición.[48]
- 2016: Como jefe de campaña de Dmitri Gudkov para la Duma Estatal, Katz dirigió una campaña que, a pesar de la derrota de Gudkov, ganó el prestigioso premio "Pollie" por su uso innovador de las plataformas digitales.[49]
- 2017: Katz cofundó el proyecto Demócratas Unidos (también conocido como Uber político), diseñado para apoyar a los candidatos independientes en las elecciones municipales de Moscú. El proyecto proporcionó recursos y formación a los candidatos que se oponían a Vladímir Putin, lo que condujo a la elección de 267 diputados. Como resultado, los candidatos de la oposición obtuvieron la mayoría de los escaños en los distritos centrales de Moscú.[50]
- 2019: Katz dirigió la exitosa campaña de Darya Besedina para la Duma de la Ciudad de Moscú. Esta campaña, que destacó por su notable éxito de recaudación de fondos (más de 18 millones de rublos), ayudó a Besedina a convertirse en una de las pocas candidatas de la oposición en obtener un escaño en la Duma de la Ciudad de Moscú.[51]
- 2019: También en 2019, Katz fue jefe de campaña del partido Yábloko para los escaños municipales de San Petersburgo. Como resultado de la campaña, 99 personas fueron elegidas diputados en 31 distritos de la ciudad, frente a cero en las elecciones anteriores.[52]
- 2020: La Fundación City Projects de Varlamov y Katz respaldó a 63 candidatos pro-urbanistas para las elecciones municipales en varias regiones de Rusia. Siete de estos candidatos respaldados ganaron sus elecciones.[53]
- 2021: Katz fue jefe de campaña de Anastasia Bryukhanova para la Duma Estatal. La campaña se financió mediante la recaudación de fondos, con más de 20 millones de rublos recaudados sólo para la recogida de firmas. Bryukhanova ganó las elecciones a la Duma Estatal según las papeletas de voto, pero perdió debido a los resultados del voto electrónico a distancia.[51]

## Canal de YouTube
Maxim Katz es el autor y presentador del canal de YouTube homónimo. El canal presenta vídeos diarios sobre temas sociopolíticos de actualidad, en particular aquellos que refutan las afirmaciones de la propaganda rusa. Antes del comienzo de la invasión rusa de Ucrania, los vídeos obtenían entre 300.000 y 400.000 visitas al día. Tras el inicio de la invasión, el número de visitas aumentó hasta situarse entre 1 y 2 millones. Según Katz, esto se debe a su cobertura de los acontecimientos "tal y como son", sin seguir las restricciones de la censura rusa.
Desde el 2 de marzo de 2020 hasta el 11 de agosto de 2024, el canal pasó de 13.800 a 2.300.000 suscriptores. El número de visitas supera los 1.100 millones.

## Premios
En marzo de 2021, Katz recibió el Premio Global de Solidaridad Bielorrusa en la categoría "Visión desde fuera" del centro para la Solidaridad bielorrusa.